# Тайбон Агордино
Тайбо̀н Агордѝно (на италиански: Taibon Agordino; на ладински: Taibòn, Тайбон) е село и община в Северна Италия, провинция Белуно, регион Венето. Разположено е на 618 m надморска височина. Населението на общината е 1770 души (към 2014 г.).